# NGC 3462
NGC 3462 este o galaxie lenticulară situată în constelația Leul. A fost descoperită în 23 ianuarie 1784 de către William Herschel. Se află la o distanță de 93,66 de megaparseci de Pământ.